# Rogas mimeuri
Rogas mimeuri är en stekelart som först beskrevs av Ferriere 1925.  Rogas mimeuri ingår i släktet Rogas och familjen bracksteklar. Inga underarter finns listade i Catalogue of Life.